# Nortt
A Nortt egyszemélyes dán black/doom metal zenei projekt.

## Története
Egy tag alkotja, a névadó Nortt (valódi neve ismeretlen). 1995-ben alapította Odense városában. Zenéjére a sötét és lehangoló hangulat, a lassúság és a mély hörgés jellemző. Dalai szövegeire is hasonlóan sötét témák jellemzők: szomorúság, sötétség, halál, magány. Lemezeit a Total Holocaust Records, Avantgarde Music illetve Southern Lord Records kiadók jelentetik meg.
Csak dán nyelven énekel.

## Tagok
- Nortt - ének, összes hangszer

## Diszkográfia
- Gudsforladt (2004)
- Ligfærd (2006)
- Galgenfrist (2008)
- Endeligt (2017)

## Egyéb kiadványok

### Split lemezek
- Nortt / Xasthur (2004)

### Válogatáslemezek
- Mournful Moments 1998-2002 (2003)

### EP-k
- Hedengang (2002)

### Demók
- Nattetale (1997)
- Døden... (1998)
- Graven (1999)